# Henry Kuttner
Henry Kuttner (ur. 7 kwietnia 1915, zm. 4 lutego 1958) – amerykański pisarz fantastyki naukowej, fantasy i horroru urodzony w Los Angeles w Kalifornii. Jako młodzieniec, przed sprzedażą swojej pierwszej opowieści The Graveyard Rats czasopismu „Weird Tales” w 1936, pracował dla agencji literackiej.

## Twórczość
Pierwsze utwory Kuttnera miały wiele wspólnego z twórczością Howarda Phillipsa Lovecrafta, którego Kuttner był wielbicielem. Zaczynał od pisania opowiadań z dreszczykiem i fantastyki bohaterskiej. W science fiction zadebiutował w 1937 roku.
Pod pseudonimem Lewis Padgett ukazały się najbardziej znane opowiadania Kuttnera, w których głównym bohaterem jest genialny wynalazca Galloway Gallegher i jego narcystyczny robot Joe. Opowiadania o Gallegherze ukazywały się w latach 1943-1948. W 1952 roku zostały wydane wspólnie tomie pt. Robots Have No Tails. W nowym wydaniu, w 1982 roku, pojawiły się one pod zmienionym tytułem The Proud Robot.

## Kuttner i Moore
W 1940 roku ożenił się z Catherine L. Moore, również autorką opowiadań SF i fantasy. Spotkali się po raz pierwszy w stowarzyszeniu Lovecraft Circle, grupy pisarzy i fanów korespondujących z H.P. Lovecraftem. Ściśle współpracował z żoną. Ich wspólna praca obejmowała lata 40. i lata 50. XX wieku. Większość z ich twórczości była podpisana pseudonimami. Oboje przyznawali, że jedynym powodem ich wspólnej pracy było to, że praca Henry’ego była wyżej ceniona. Faktycznie, wielu ludzi pisało bądź mówiło potem, że to ona napisała trzy opowieści, opublikowane pod jego nazwiskiem.
Duet Kuttner-Moore publikował pod następującymi pseudonimami:

- Edward J. Bellin
- Paul Edmonds
- Noel Gardner
- Will Garth
- James Hall
- Keith Hammond
- Hudson Hastings
- Peter Horn
- Kelvin Kent
- Robert O. Kenyon
- C.H. Liddell
- Hugh Maepenn
- Scott Morgan
- Lawrence O’Donnell
- Lewis Padgett
- Woodrow Wilson Smith
- Charles Stoddard

Henry Kuttner spędził połowę lat 50. na nauce, chcąc zdobyć magisterium. W 1958 roku zmarł na atak serca.

## Wybrana bibliografia podmiotowa

### Krótkie opowiadania
- The Graveyard Rats (1936)
- Thunder in the Dawn (1938)
- Spawn of Dagon (1939)
- Beyond the Phoenix (1939)
- Dragon Moon (1940)
- Tubylerczykom spełły fajle (Mimsy were the Borogoves, 1943), wyd. polskie 1993, wybór Marek S. Nowowiejski[2]
- Nocne starcie (Clash by Night, 1943) razem z C.L. Moore, wyd. polskie 1993, wybór Marek S. Nowowiejski[3]
- Próżny robot (The Proud Robot, 1943), wyd. polskie 1993, wybór Marek S. Nowowiejski[4]
- (The Time Locker, 1943)
- Gallegher Plus (1943)
- The World is Mine (1943)
- Ex Machina(1948)

### Niedokończone powieści
- Mutant (the Baldie stories) (1953)
- Robots Have No Tails (the Gallegher stories) (1952)

### Powieści
- Dr. Cyclops (1940)
- The Fairy Chessmen (1946)
- Dolina płomienia (Valley of the Flame) (1946), wyd. polskie 1993, przeł. Zofia Kościuk[5]
- (The Time Locker, 1943)
- The Dark World (1946)
- The Portal in the Picture, znane także jako Beyond Earth's Gates (razem z C.L. Moore) (1946)
- Nieśmiertelni (Fury, 1947; niektóre wydania jako Destination: Infinity), wyd. polskie 1986, przeł. Wojciech Adamiecki[6]
- The Time Axis (1948)
- The Well of the Worlds (1952)
- Szachowisko (Chessboard Planet, 1956), wyd. polskie 1990, przeł. Jacek Manicki[7]